# Islam i Nya Zeeland
Islam i Nya Zeeland är ett religiöst samfund som organiserar över 36 000 människor. 

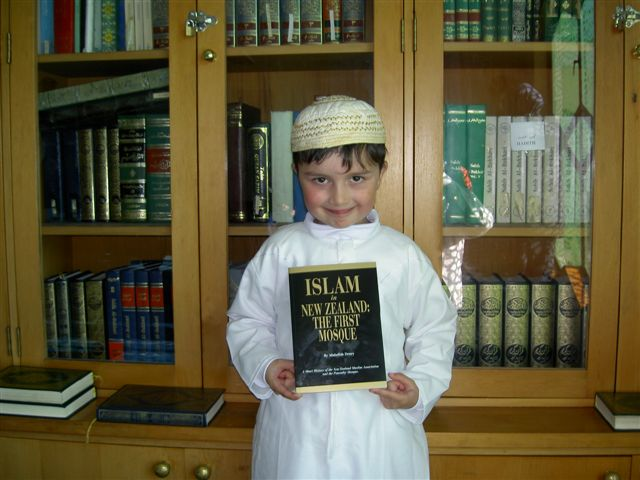
En pojke från Nya Zeeland i Canterbury Moskén, 2006

Islam i Nya Zeeland uppstod när muslimska kinesiska guldgrävare kom till landet på 1870-talet. Ett begränsat antal muslimska invandrare från Indien och östra Europa tillkom från tidigt 1900-tal till 1960-talet. Under 1990-talet ökade invandringen av muslimer i och med flyktingströmmar från olika krigshärjade länder. 
Den första muslimska organisationen, Nya Zeeland Muslim Association, registrerades 1950. Det första islamiska centret grundades i Auckland 1959. Den första moskén byggdes under 1979-1980. 
En landsomfattande muslimsk organisation, Federation of Islamic Associations of New Zealand (Inc.), registrerades 1979. Dess första ordförande var Mazhar Kransniqi, en albanska ursprungligen från Kosovo.